# 好井ひとみ
好井 ひとみ（よしい ひとみ、1960年1月1日 - ）は、日本の女優。
神奈川県出身。2011年3月末まで、東映アカデミーに所属していた。

## 来歴・人物
青山学院女子短期大学卒業。
1977年にデビュー。経歴は、あすなろプロ→三貴プロ→東映アカデミー。
1988年に女優活動を一時引退。1999年『夜逃げ屋本舗』（連ドラ版）の第9話ゲスト出演で、11年振りに女優活動を再開する。
2007年公演の舞台「cocktail〜カクテル〜」では、好井の演技に賞賛する者が多かった。
かつては、「特撮もの」と「近藤照男プロダクション制作のドラマ」に出演することが多かった。2005年発行の特撮本「HYPER HOBBY〜ハイパーホビー〜 VOL.77」では、 好井ひとみ×田口萌という意外な組み合わせの「仮面ライダーBLACK 対談」の模様が掲載されており、その対談ぶりや2007年公演の田口萌脚本の舞台「cocktail〜カクテル〜」に友情出演されていることから、親交が深いことがうかがえる。
「仮面ライダーBLACK」にて演じたビシュムが大神官から大怪人になった際、空を飛ぶシーンの収録でスタントマンを使わず、自らワイヤーで吊るされて飛行シーンを撮り終えた。出演シーンを全て撮り終えた後、一週間ほとんど食事も取らずに眠り続けた。
昭和時代は、女優の吉岡ひとみ・有吉ひとみと混同されることが度々あった。
趣味：サッカー観戦・ビーチボール。特技：料理・ホームソーイング。

## 出演

### 映画
- 皮ジャン反抗族（1978年12月2日、東映セントラルフィルム）
- 十代 恵子の場合（1979年2月24日、東映セントラルフィルム）
- 居酒屋兆治（1983年11月12日、東宝）-ミーコ
- 刑事物語3・潮騒の詩（1984年7月7日、東宝）-まち子
- 愛・旅立ち（1985年1月26日、東宝）
- そろばんずく（1986年8月23日、東宝）
- 仮面ライダーBLACK 劇場版「鬼ヶ島へ急行せよ」（1988年、東映） - 大神官ビシュム
- 仮面ライダーBLACK 劇場版「恐怖! 悪魔峠の怪人館」（1988年7月9日、東映） - 大怪人ビシュム
- 悲しい色やねん（1988年12月10日、東映）
- 仮面ライダー世界に駆ける（1989年4月29日、東映） - 大神官ビシュム
- ホタル（2001年5月27日、東映）-中年の女性
- 半落ち（2004年1月10日、東映）
- 渋谷物語（2005年3月5日、東映）
- ふうけもん（2010年12月18日、東映）

### テレビドラマ
- 大鉄人17 第20話「ガンバレ兄ちゃん! 栄光の甲子園」、第21話「守れ! 熱血の甲子園」（1977年） - サチ子
- Gメン'75
  - 第111話「Gメン対県警 女子大生殺し」（1977年） - 松村屋旅館のすみえ
  - 第189話「危機一髪! お年玉爆弾カメラ」（1979年） - 女子少年院の女
  - 第195話「プロ野球殺人事件」（1979年） - 時松の妹
  - 第267話「Gメン対世界最強の香港カラテ」、第268話「Gメン対世界最強の香港カラテ PART2」（1980年） - 朝倉の娘
  - 第344話「真夜中の眼」（1982年） - 佐藤夏子
  - Gメン'82 第1話「GメンVS白バイ強盗団」（1982年） - 早坂カオリ
- UFO大戦争 戦え! レッドタイガー 第37話「いざランボルG発進」（1978年）
- 花よめは16歳（1979年 - 1980年） - 西野みどり
- さらわれたスーパースター（1980年）
- 愛の滑走路'81（1981年）
- 特捜最前線
  - 第207話「雨傘殺人事件!」（1981年）
  - 第241話「歳末パトロールで逢った女!」（1981年）
  - 第253話「注射器を持った狼!」（1982年）
  - 第263話「痴漢になった老刑事!」（1982年）
  - 第333話「一円玉の詩!」（1983年） - 中村アキコ
- それゆけ!レッドビッキーズ 第42話（1981年） - まさこ
- 西部警察シリーズ
  - 西部警察 第100話「爆弾を抱く少女」（1981年） - マリ
  - 西部警察 PART-III 第17話「吠えろ!! 桜島 -鹿児島篇-」（1983年） - 岸田里子
- 消防官物語・風に立て（1981年 - 1982年） - 吉井広子
- ザ・サスペンス
  - 殺意の肖像・ウーマンポリスが週刊誌の激写で脱いだ! そして殺された…（1982年） - 豊村弓子
  - 奪われた遺書・オフィスラブは危険な火遊び（1983年）
  - 地図にない道・熱海へ出張した夫がなぜ信州で死んだの? いま新妻がたどる疑惑の旅（1984年）
- 野々村病院物語II 第1話（1982年） - スチュワーデス
- 宇宙刑事シャリバン 第51話「赤射・蒸着」（1984年） - マリヤ
- 変身願望（1983年）
- 新ハングマン 第25話「女カメラマンを狙う謎の被写体」（1984年） - 松田典子
- ポーラテレビ小説 / あなた（1984年）
- 月曜ワイド劇場
  - 不倫の子・戸籍裁判7年目の逆転（1984年）
  - ピンク街の聖母たち（1984年）
- 兄弟拳バイクロッサー 第25話「魔のデスター学校」（1985年） - エツコ先生
- スーパーポリス 第9話「一万円札ミステリー案内」（1985年）
- スケバン刑事II 少女鉄仮面伝説 第13話「白銀の決闘! スキー場は大パニック」（1986年） - 妙子
- 月曜ドラマランド / 包丁人味平（1986年）
- あぶない刑事 第46話「脱出」（1987年） - 小山みか
- 仮面ライダーBLACK（1987年 - 1988年） - 大神官（大怪人）ビシュム
- はぐれ刑事純情派
  - 第1シリーズ 第17話「貸倉庫に眠る花嫁」（1988年） - 利香
  - 第14シリーズ 第5話「署長の秘密!? 一度死んだ女」（2001年）
  - 新春スペシャル 「北の最果て宗谷岬、それぞれの旅立ち…」（2003年）
  - 第16シリーズ 第7話「悪質商法殺人! 安浦刑事を騙した女」（2003年）
  - 第17シリーズ 第4話「三毛猫は見た! 狙われた駐在さん」（2004年）
  - 第18シリーズ 第9話「朝帰り殺人! 娘の結婚前夜…安浦刑事最後の捜査へ」（2005年）
- 夜逃げ屋本舗 第9話「逃がしのプロ、命がけの恋…さらば朝宮」（1999年3月10日）
- はみだし刑事情熱系7 第11話「さよなら私が愛した刑事たち!」（2003年）
- 鑑識の神様　凶悪事件ファイル・痕跡は真実を語る（2003年）
- 火曜サスペンス劇場
  - 街の医者・神山治郎 第5作「母親」（2003年）
  - 運命の瞬間スペシャル・松本サリン事件（2003年）
  - 警視庁鑑識班 第18作「首吊り死体に劇薬の痕跡! 拭き忘れた指紋とロープの繊維片が暴く女3人の危険な約束」（2005年）
  - デパ地下の女2スペシャル・女王に強力ライバル帝王現る!（2005年）
- 異議あり!女弁護士大岡法江 第6話「法廷密室トリックの謎」（2004年）
- 土曜ワイド劇場
  - 検事・朝日奈耀子シリーズ（土曜ワイド劇場）
    - 第2作「聴診器を持つ女検事」（2004年）
    - 第5作「朝日奈検事失脚の危機…」（2006年）

  - 刑事の妻〜デカツマ〜・魅惑の黒髪連続殺人!（2005年）
- 警視庁捜査一課9係 第1シリーズ（2006年）
  - 第1話「偽証の連鎖」
  - 第2話「殺人生録画」
- DRAMA COMPLEX / 塀の中の懲りない女たち1・宇都宮女子刑務所2006（2006年）
- 火曜ドラマゴールド
  - 伝説の美容師・山野愛子物語（2006年）
- ドキュメンタリードラマ・うつへの復讐〜絶望からの復活〜（2007年）
- 判決（詳細不明）

### バラエティー
- あなたのスタジオ（1983年）
- いい旅・夢気分（1987年）

### CM
- 「プリマハム」（1977年）
- 「エメロン」
- 「モココーワ」
- 「新モココーワ」
- 「ライオン・アクロン」
- 「森永クッキー」
- 「ルーミックススパゲティソース」
- 「日本生命」

### VP
- 「薬物防止対策・未来はキミが思うほど悪くない」（2007年）
- 「銃器・薬物対策広報啓発用」（2008年）
- 「親愛なる、あなたへ」（2008年）

### 舞台
- 雪の女王（1977年）
- 楠三吉の青春（1980年）
- うちのテレビにゃ色がない!（2008年5月24日、神奈川県　横浜にぎわい座）
- cocktail〜カクテル〜（2007年3月24日 - 3月25日、東京都　銀座小劇場）
- 桃色旋風  （Vol.04-2017年02月、Vol.14-2017年12月、Vol.15-2018年01月、Vol.17-2018年03月）
- 劇団 球 2017 第19球公演『My Home＝home ground　2017』(2017年6月28日～7月2日、東京都　下北沢小劇場　楽園)
- 演劇ユニット金の蜥蜴第十四回公演 荊姫～いばらひめ～能楽「鉄輪」より(2019年2月13日 ～2月17日、東京都　築地ブッディストホール)
- チーム・クレセント第四回公演 夢の果（ハタテ）～映画脚本家、文壇のドンに挑む～(2019年6月6日～6月10日、東京都　ザムザ阿佐ヶ谷)
- パン・プランニング COMEDY SHOW OH! MY GOD! 2020(2020年、東京都　築地ブッディストホール)
- パン・プランニング 心が痛くなるスケッチ集〜気まずいっ！第四話「病室にて」町田茂子役(2022年2月3日～2月6日、東京都　こくみん共済 coop ホール／スペース・ゼロ)
- 劇団アルファープロデュース公演　VOL.37 櫻の國の傳説(2022年4月20日～4月24日、東京都　シアターグリーン)
- 劇団ドガドガプラス 金色夜叉・改(2022年7月30日～8月5日、東京都　浅草東洋館)
- 希望舞台 居酒屋夢子・1969 
  - (2022年11月15日～11月16日、愛知県 大須演芸場)
  - (2022年11月24日～11月25日、群馬県　ながめ余興場)
  - (2022年11月28日～11月29日、東京都　武蔵野芸能劇場)

### 書籍
- 週刊プレイボーイ（1979年10月23日、集英社）-モノクログラビア
- 週刊プレイボーイ（1983年5月10日、集英社）-ヌードグラビア
- HYPER HOBBY〜ハイパーホビー〜 VOL.77（2005年2月、徳間書店）-対談・ 好井ひとみ×田口萌
- 特撮ゼロ Vol03　夏の号（2015年7月6日、アオ・パブリッシング）  -特撮悪女対談・萩原佐代子×好井ひとみ
- 仮面ライダーDVDコレクション 83号 (仮面ライダーBLACK 第40話~第44話)（2022年8月2日、デアゴスティーニ・ジャパン）-キャラクターガイド・大怪人ビシュム、大神官ビシュム